# Рио-Бенийско тити
Рио-Бенийското тити (Callicebus modestus) е вид бозайник от семейство Сакови (Pitheciidae). Видът е застрашен от изчезване.

## Разпространение
Разпространен е в Боливия.